# بوكيمان (لاعبة فيديو)
إيمان أنيس (مواليد 14 مايو 1996) وتُعرف على الأنترنت ب‌بوكيمان (بالإنجليزية: Pokimane)‏، هي يوتيوبر و ستريمر على تويتش ومعلقة ألعاب فيديو كندية من أصل مغربي، معروفة بفيديواتها على قناتها في يوتيوب، تلعب في أغلب الأحيان ليج أوف ليجيندز وفورتنايت.

## حياتها
ولدت بوكيمان في المغرب وأمضت معظم طفولتها في كندا، في كيبيك وأونتاريو. درست في جامعة ماكماستر في الهندسة الكيميائية. وهي تجيد اللغتين الإنجليزية والفرنسية، والقليل من العربية.
تعيش حاليًا في كاليفورنيا في «بيت الألعاب» في Offline TV، مع العديد من رسامي الرسوم المتحركة الذين يشاركون في نفس النشاط المهني.

## سبب التسمية
بيّنت بوكيمان أصول اسمها المستعار في مقاطع فيديو مختلفة. حيث أوضحت بأنّ Pokimane، هو مزج بين اسم سلسلة ألعاب الفيديو المشهورة بوكيمون واسمها الشخصي «إيمان»: (Pok-Imane).

## روابط خارجية
- بوكيمان على موقع IMDb (الإنجليزية)
- بوكيمان على موقع قاعدة بيانات الفيلم (الإنجليزية)